# Давулури, Нина
Нина Давулури (телугу నీనా దావులూరి, род. 20 апреля 1989) — Мисс Америка 2014, ставшая также победительницей конкурса Мисс Нью-Йорк 2013. Она стала первой обладательницей индийского происхождения титула «Мисс Америка».
Давулури родилась в городе Сиракьюс в штате Нью-Йорк, но её семья переехала в Оклахому, когда ей было 4 года, а позднее она перебралась в Сент-Джозеф, Мичиган, где Давулури осталась, чтобы учиться в колледже Мичиганского университета. Вместе со своей семьёй она вернулась в пригород Сиракьюса Фейетвилл в середине 2000-х годов, где её отец работал гинекологом в Госпитале святого Иосифа.

## Биография
Нина Давулури родилась в семье выходцев из индийского народа телугу. Её мать Шейла Ранджани и отец Давулури Котешвара Чудхари родились в городе Виджаявада, штате Андхра-Прадеш, Индия. В 1981 году они эмигрировали в штат Миссури (США), где её отец работал гинекологом. Дядя и тётя Нины по материнской линии также врачи, работающие в доме престарелых в Индии, братья и сёстры отца же работают докторами в США. Согласно семейной традиции Нина планирует стать кардиологом. Нина Давулури начала заниматься традиционными индийскими танцами кучипуди и бхаратанатьям во время своих ежегодных посещений Индии. Давулури обучалась игре на пианино.
Давулури посещала Мичиганский университет и имеет в своём активе несколько наград, включая Dean's List, Michigan Merit Award и National Honor Society Award.